# Deense kampioenschappen schaatsen allround
De Deense allroundkampioenschappen schaatsen werden tot nu toe nog slechts eenmaal gehouden.

## Mannen
| Jaar | Plaats     | Goud            | Zilver                 | Brons          |
| ---- | ---------- | --------------- | ---------------------- | -------------- |
| 2006 | Kopenhagen | Oliver Sundberg | Michael Christophersen | Jesper Carlsen |

## Vrouwen
| Jaar | Plaats     | Goud           | Zilver         | Brons                 |
| ---- | ---------- | -------------- | -------------- | --------------------- |
| 2006 | Kopenhagen | Cathrine Grage | Trinette Ufkes | Xenia Thorsager Trier |

 Argentinië · 
 België · 
 Bohemen · 
 Canada · 
 China · 
 DDR · 
 Duitsland (mannen) - (vrouwen) · 
 Estland · 
 Finland · 
 Frankrijk · 
 Hongarije · 
 IJsland · 
 Italië · 
 Japan · 
 Kazachstan · 
 Mongolië · 
 Nederland (mannen) - (vrouwen) · 
 Nieuw-Zeeland ·
 Noorwegen (mannen) - (vrouwen) · 
 Oekraïne · 
 Oostenrijk · 
 Polen · 
 Roemenië · 
 Rusland · 
 Tsjechië · 
 Verenigde Staten · 
 Wit-Rusland · 
 Zuid-Korea · 
 Zweden · 
 Zwitserland